# Sibilla Egen

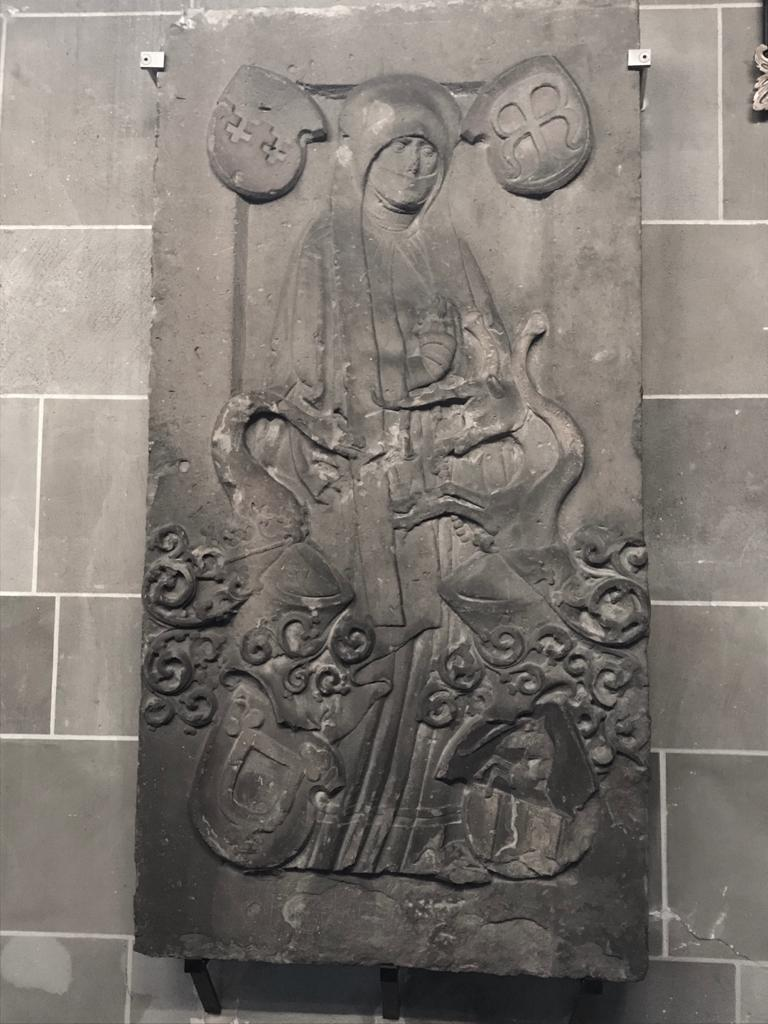
Epitaph der Sibilla Egen in der Kirche St. Michael Schwäbisch Hall

Sibilla Egen (* um 1471 in Dinkelsbühl; † 28. September 1538 in Schwäbisch Hall) war eine Mäzenin des Stadtadels von Schwäbisch Hall.

## Werdegang
Sibilla war die jüngste Tochter des Hans Egen und der aus Ulm gebürtigen Barbara Langmantel. Der Vater stammte aus Hall, war jedoch 1452 nach Dinkelsbühl gezogen, wo er langjähriger Bürgermeister war, den Schwäbischen Bund mitbegründete und zum Vertrauten von Markgraf Albrecht Achilles aufstieg. Tochter Sibilla ehelichte im Jahre 1493 Hans von Rinderbach in Hall. Das Kind aus der Ehe verstarb in früher Kindheit. Am 14. Januar 1500 schied Hans von Rinderbach aus dem Leben. Sibilla bewohnte nun als vermögende Witwe ein Haus in Schwäbisch Hall zwischen Schuppach und Fischmarkt, in dem sich auch die Trinkstube des Adels befand. 1517 heiratete sie den zwanzig Jahre jüngeren Anton Hofmeister, Sohn des Bürgermeisters von Wimpfen, der Stättmeister in Hall war und als Freund von Johannes Brenz die Reformation, die Einführung der neuen Lehre, in der Stadt förderte. Die Ehe blieb kinderlos. Hofmeister verstarb am 20. August 1532.
Sibilla Egen war eine reiche und in Hall angesehene Frau, die ihre Stellung für Veränderungen nutzt. Sie stand mit ihrem Vermögen an zweiter Stelle unter den Bürgern der Stadt. Sie hat in ihrer langen Zeit als Witwe ihren Reichtum gleichmäßig vermehrt, ihr Vermögen selbst verwaltet und eigenhändig Buch über ihre Einnahmen geführt. Sie kümmerte sich auch um die Verwaltung ihrer Güter. Der Zuwachs ihres Vermögens (umfangreicher Immobilienbesitz, Ländereien, Höfe und Kapitalanlagen) zeugt von finanzpolitischem Geschick und kaufmännischen Fähigkeiten. Der Einfluss des befreundeten Reformators Johannes Brenz auf die Stifterin ist unverkennbar: Sie wandelte ihre kirchlichen Stiftungen in soziale um. Für die damalige Zeit revolutionär war die planmäßige Förderung armer Frauen und Jugendlicher, damit diese nicht dem „Müßiggang“ verfielen.
Nach längerer Krankheit verstarb sie am 28. September 1538 in ihrem Haus am Markt. In der Kirche St. Michael in Schwäbisch Hall erinnert an der Wand des linken Kirchenschiffes ein Epitaph an sie.
In ihrem letzten Testament 1538, schon länger krank, verteilt sie ihre persönliche Habe und gedenkt ausführlich der Armen. Fast das gesamte Vermögen vermacht sie ihren Stiftungen. Verwandte und Freunde erhalten Andenken, ihre beiden Nichten Katharina und Magdalena bekommen Wäsche, Tuch und Garn. Wer ihr Testament anfechte, erhalte gar nichts.
Beschreibung der Darstellung auf dem Grabdenkmal:
- Oben links: Wappen Vaters Hans Egen
- Oben rechts: Wappen Mutter Barbara Langenmantel
- Unten links: Wappen Hans von Rinderbach
- Unten rechts: Wappen Anton Hofmeister
- Die Darstellung mit Rosenkranz und gefalteten Händen deutet auf ihre katholische Herkunft hin, die Kinnbinde verweist auf den Tod.

## Stiftung
Beteiligung am „Reichen Almosen“, eine 1494 eingerichtete und vom Rat verwaltete Speisenstiftung versorgt die Armen regelmäßig einmal wöchentlich mit Brot, Fleisch und Wein.  
Gemeinsam mit ihrem Bruder, dem Eichstätter Chorherren Jeremias Egen († 1509), stiftete sie am 23. Juli 1509 620 Gulden zum Nutzen von Studenten der Rechte aus den Reihen des Haller Bürgertums für ein achtjähriges Studium. Die ursprüngliche Bestimmung als Seelgerät- und Stipendienstiftung für Studierende des Haller Stadtadels musste nach dem Verfassungsstreit 1510/12 sowie der Einführung der Reformation neu definiert werden.
Mit ihrem zweiten Ehemann Anton Hofmeister stiftet sie 1523 eine Armenschüssel, eine Austeilung von Brot und Fleisch für Arme an bestimmten Festtagen.
1529 änderte die eine vorreformatorische Seelgerätstiftung in eine Speisen- und Geldstiftung für die Armen im Spital um.
In ihrem Testament vom 2. Mai 1533 erweitert sie ihre bisherige Stiftung. Der adlige Vorbehalt fällt weg und meist arme Bürgersöhne studieren auf das Egen-Stipendium. Über Jahrhunderte wurde mit den Erträgnissen dieser Egen-Stiftung Projekte der Armenversorgung finanziert. Stiftungszwecke sind:
- Achtjähriges Stipendium in Höhe von 31 Gulden jährlich an einen aus Hall gebürtigen Studenten
- Drei fromme Jungfrauen, Gesellen oder Witwen sollen jährlich 12 Gulden zum Heiratsgut bekommen
- 8 Gulden jährlich an drei Knaben zur Erlernung eines Handwerkes
- 8 Gulden jährlich an zwei Hebammen, welche in Bibersfeld, Michelfeld und Lorenzzimmern (ihre Hofplätze) Tag und Nacht ihren Dienst verrichten sollen
- Aus dem Überschuss sollen Hausarme, Kranke, Alte, Schwangere in der Stadt und auf dem Haller Land unterstützt werden
- Arme Leute erhalten außerdem Tuch und unverschuldet in Not Geratene Unterstützung durch zinslose Darlehen

Es gibt keine vergleichbare und ähnlich umfassende soziale Stiftung in Hall. Die Initiative Sibilla Egens zur planmäßigen Unterstützung von Frauen und Armen ist der Beginn des Sozialhaushalts der Reichsstadt.

## Würdigung
Ihr Witwenwohnsitz am Markt 9 in Schwäbisch Hall ist beim Haller Stadtbrand zerstört worden. Der Nachfolgebau an jener Stelle wurde am 26. Mai 1976 Sibilla-Egen-Haus genannt. Die Hauswirtschaftliche Schule Schwäbisch Hall wurde am 23. März 2001 zu ihren Ehren benannt und heißt seitdem Sibilla-Egen-Schule.